# Gouvernement Doté II
Le Gouvernement Doté 2 est le gouvernement de la République centrafricaine de la publication du décret présidentiel  du 31 janvier 2006, jusqu’à la nomination du Gouvernement Doté 3, le 2 septembre 2006. Ce gouvernement est nommé par le Président François Bozizé.

## Composition
Le gouvernement Doté 2 est composé de 27 membres, dont le premier ministre, 3 ministres d’État, 18 ministres et 5 ministres délégués.

### Premier ministre
- Premier ministre, chef du Gouvernement: Élie Doté

### Ministres d’État
- Ministre d'État à la Communication, de la Réconciliation Nationale, de la Culture Démocratique et de la Promotion des Droits de l'Homme: Jean-Eudes Téya
- Ministre d'État aux Affaires Étrangères, Intégration Régionale et Francophonie: Jean-Paul Ngoupandé
- Ministre d'État à l’Équipement, Transport et Aviation Civile: Charles Massi

### Ministres
- Ministre de la Défense nationale, des Anciens combattants, des Victimes de guerre, du Désarmement et de la Restructuration de l'Armée: le Général d'Armée François Bozizé, Chef de l’État
- Ministre du Développement rural: Colonel Anicet Parfait Mbay
- Ministre des Mines et de l'Énergie et de l’Hydraulique: Commandant Sylvain N'doutingaï
- Ministre de l'Intérieur, chargé de la Sécurité Publique: Lieutenant-colonel Michel Sallé
- Ministre de la famille, des Affaires Sociales et de la solidarité nationale: Marie Solange Pagonendji-Ndakala
- Ministre de la Fonction publique, du Travail, de la Sécurité sociale, de l’insertion professionnelle et de jeunes: Jacques Boti
- Ministre de la Jeunesse, des Sports, des Arts et de la Cullture: Désiré Kolingba
- Ministre de la Santé publique et de la Population: Bernard Lala Konamna
- Ministre des Finances et du Budget: Théodore Dabanga
- Ministre de la Justice, Garde des sceaux: Paul Otto
- Ministre de l'Éducation Nationale, de l’Alphabétisation, Enseignement supérieur et Recherche: Charles-Armel Doubane
- Ministre de l'Économie, du Plan et de la Coopération Internationale: Sylvain Malicko
- Ministre du Commerce, de l'Industrie et des PME: Emilie Béatrice Epaye
- Ministre des Postes et Télécommunications, chargé des Nouvelles technologies: Fidèle Gouandjika
- Ministre aux Eaux, Forêts, Chasses et Pêche, chargé de l'Environnement: Emmanuel Bizzo
- Ministre de la Reconstruction, des Édifices Publics, de l'Urbanisme et du Logement: Timoléon Mbaïkoua
- Ministre chargé du Secrétariat général du gouvernement et des Relations avec le Parlement: Laurent N'gon-Baba
- Ministre du Développement du Tourisme et de l'Artisanat: Colonel Mohammed Mahadji Marboua

### Ministres délégués
- Ministre délégué auprès du ministre du Développement rural, chargé de l'agriculture: Adamou Mahamat
- Ministre délégué auprès du ministre des Finances et du budget: Nicolas Nganzé Doukou
- Ministre délégué auprès du Ministre de l'Éducation Nationale, chargé de l'enseignement Primaire et Secondaire: Aurélien-Simplice Zingas
- Ministre délégué auprès du Ministre d'État chargé de l'Équipement, des Transports et de l'Aviation Civile, chargé de l'équipement: Jean-Prosper Wodobodé
- Ministre délégué auprès du Ministre d'État chargé des Affaires Étrangères de l'intégration Régionale et de la Francophonie: Ambroisine Kpongo